# SN 2007eb
SN 2007eb – supernowa typu Ib/c odkryta 17 maja 2007 roku w galaktyce A224248+2402. W momencie odkrycia miała maksymalną jasność 18,20m.